# Inglewood (California)
Inglewood, fundada en 1888, es una ciudad del condado de Los Ángeles en el estado estadounidense de California. En el año 2000 contaba con una población de 112.580 habitantes y una densidad poblacional de 4.576,01 personas por km². En Inglewood se encuentra el estadio de fútbol americano SoFi Stadium (sede de Los Angeles Rams y Los Angeles Chargers), el recinto polideportivo Intuit Dome (sede de Los Angeles Clippers) y el recinto multiusos The Forum, especializado en conciertos y espectáculos.

## Historia
Inglewood inicia su historia con la construcción de Centinela Adobe en 1834 por Ignacio Machado. La llegada del ferrocarril a la zona hizo que Inglewood fuera establecida en 1888, forjándose a partir 25.000 acres del Rancho Centinela, el cual contenía a Centinela Adobe. En 1908 contaba con 1200 habitantes. Entre 1920 y 1925 fue el pueblo que más rápidamente creció de los Estados Unidos, y conocida por la producción de chinchilla.
Inglewood fue la sede del Hipódromo de Hollywood Park desde 1938 hasta 2013, uno de los principales del país. The Forum es un estadio construido en la ciudad en 1967 y sirvió como campo de Los Angeles Lakers de la NBA, Los Angeles Sparks de la WNBA y Los Angeles Kings de la NHL hasta que se mudaron al Staples Center en 1999.
A partir de los años 1970, la ciudad se convirtió en centro de la comunidad afroamericana de la región. A menudo ha sido considerada un suburbio de la clase obrera negra. Sin embargo, esto ha cambiado últimamente con el establecimiento de muchos mexicanos en la zona.
Aparecía en el videojuego Grand Theft Auto: San Andreas con el nombre de Idlewood.
En la película Pulp Fiction, Jules Winnfield, personaje interpretado por Samuel L. Jackson, afirma haber vivido en Inglewood.

## Geografía
Según la Oficina del Censo, la ciudad tenía un área total de 23,7 km² (9,2 mi²), de la cual 23,7 km² (9,2 mi²) es tierra y 0 km² (0 mi²) (0.0%) es agua.

## Demografía
De acuerdo con el censo de 2000, hay 112 580 habitantes, 36.805 hogares y 25.837 familias residiendo en la ciudad. La densidad de población es de 4750,2 hab/km². La distribución étnica de la población es la siguiente: 47,13 %, negros; 19,10 % blancos; 1,14 % asiáticos; 0,36 % gentes del Pacífico; 27,38 %, personas pertenecientes a otras etnias. El 46,04 % eran hispanos o latinos de cualquier etnia.
De los 36,805 hogares, el 42,7 % tenían niños menores de 18 años, el 38,5 % eran parejas casadas, el 24,9 % tenían una mujer sin marido presente y el 29,8 % no eran familias. El 25,3 % de todos ellos eran solteros y el 6,4 % tenían a alguien mayor de 65 años viviendo solo.
La población se distribuía por edades de la siguiente manera: 32,4 % menores de 18, 10,2 % de 18 a 24, 31,9 % de 25 a 44, 18,5 % de 45 a 64 y 7,1 % mayores de 65. La edad media era de 30 años. Por cada 100 mujeres habían 90,3 hombres. Por cada 100 mujeres mayores de 18 habían 84,6 hombres.
Los ingresos medios en cada hogar eran de 34,269 dólares anuales, y los ingresos medios por familia de 36,541. Los hombres tenían unos ingresos medios de 28,515 frente a los 30,096 de las mujeres. Los ingresos per cápita de la ciudad eran de 14,776. El 22,5 % de la población y 19,4 % de las familias estában por debajo del umbral de pobreza. De toda la población el 30,1 % de los menores de 18 y el 11,8 % de los mayores de 65 estában por debajo del umbral de pobreza.

## Residentes famosos
- Scott McGregor - Exjugador con los Baltimore Orioles.
- César Millán - Escritor de The Dog Whisperer.
- Becky G - cantante
- Vicki Lawrence - Comediante
- Swae Lee - Cantante
- Lisa Leslie - Exjugadora con la WNBA.
- Lisa Moretti- Exluchador
- Damani - Cantante
- Brian Wilson - Músico, compositor y multinstrumentista en The Beach Boys.
- Dennis Wilson - baterista y compositor de The Beach Boys
- Paul Pierce -  Exjugador en la NBA.
- Tyra Banks -  Ex Modelo.
- MACK 10 - Cantante
- Omarion - Cantante
- D Smoke -  Cantante

## Educación
El Distrito Escolar Unificado de Inglewood gestiona las escuelas públicas.
En algunas partes, el Distrito Escolar Unificado de Los Ángeles (LAUSD) gestiona las escuelas públicas. En Inglewood, LAUSD gestiona una escuela, la Escuela Primaria Century Park.

## Ciudades hermanadas
- Bo, Sierra Leona[3]
- Pedavena, Veneto, Italia[4]
- Port Antonio, Jamaica[5]
- Ringwood, Australia
- Tijuana, Baja California, México[6]